# Улитин, Павел Павлович
Павел Павлович Улитин (31 мая 1918, станица Мигулинская, Ростовская область — 24 мая 1986, Москва) — русский советский неофициальный писатель. Автор оригинальных по форме произведений, использовавших технику потока сознания. В эпоху сталинизма был дважды арестован, после освобождения из тюремной психбольницы распространял произведения через самиздат, иногда печатался в эмигрантских изданиях. В России первые публикации произведений Улитина состоялись в 1990-е годы, уже после его смерти.

## Биография
Родился на Дону, в станице Мигулинской в семье землемера, убитого белыми в 1921 г. Мать — врач, выпускница Высших женских курсов в Петербурге. После окончания школы поступил в московский Институт философии, литературы и истории (ИФЛИ). Вместе с друзьями создал антисталинскую коммунистическую группу, был арестован в 1938 г., но освобождён шестнадцать месяцев спустя «по комиссии», то есть по состоянию здоровья. После увечий, полученных на допросах, на всю жизнь остался хромым.
В 1940 г. вернулся на Дон. По окончании войны переехал в Подмосковье и поступил в экстернат Московского государственного педагогического института иностранных языков (МГПИИЯ). В 1951 г. попытался пройти в посольство США, был арестован и помещён в Ленинградскую тюремную психиатрическую больницу (ЛТПБ), где содержался до 1954 г. Жил на Дону, затем в Москве. В 1957 г. окончил заочное отделение МГПИИЯ. Работал продавцом в книжном магазине, давал уроки английского языка.
Умер 24 мая 1986 года. Похоронен на Хованском кладбище.

## Творчество

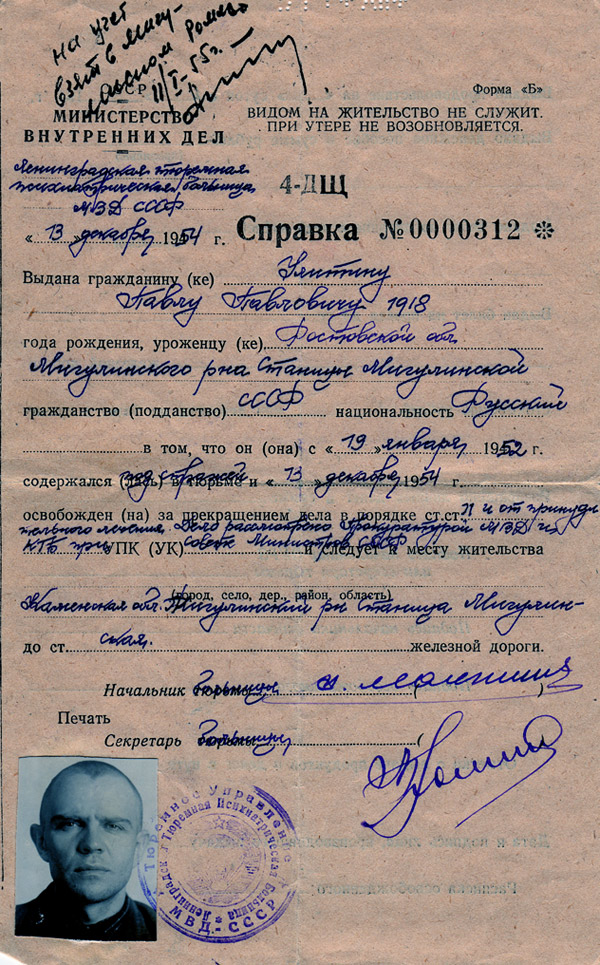
Справка об освобождении из ЛТПБ, 1954.

Писать П. Улитин начал с юности, но ранние его сочинения не сохранились (известно, что при аресте в 1951 г. у него изъяли рукопись романа и черновики ещё двух; проза, написанная в конце 1950-х годов, была изъята во время обыска в 1962 г.). Улитин, опираясь на открытия Джеймса Джойса, выработал собственный тип письма, в котором «скрытый сюжет» (определение Улитина) образуется переплетением потока сознания, авторских воспоминаний, цитат (в том числе иноязычных), обрывков диалогов и монологов необозначенных персонажей. Во многом произведения Улитина по форме напоминают экспериментальные произведения Уильяма Берроуза 1960-х годов. В СССР произведения Улитина распространялись в самиздате, а с 1976 г., усилиями Зиновия Зиника, изредка появлялись в эмигрантской периодике (журналы Время и мы, Синтаксис). В России первые публикации состоялись в 1990-х гг.; в 2000-е годы вышло три книги, подготовленных к печати Иваном Ахметьевым. В 2018 году была опубликована значительная часть наследия П. Улитина в книге «„Четыре кварка“ и другие тексты».

## Отзывы
В прозе Улитина можно уловить отзвук „телеграфного стиля“, яркой новации времен его молодости. Но телеграмма адресована самому себе, а её ритм звучит примерно так: было-помню-точно помню-точно было… А дальше знаки препинания, сомнения, припоминания.Михаил Айзенберг
Мне представляются очень сложными книги Павла Улитина, можно взять любую. Когда его недоучки называют „русским Джойсом“… Конечно, он никакой не Джойс. Конечно, он совершенно другого рода прозаик. Павел Улитин пишет в технике потока сознания, но несколько иной. Это то, что называется автоматическим письмом. Все, что приходит в голову по ходу просмотра передачи, обдумывания мысли, — это как бы заметки на полях текста. Восстановить авторскую мысль и то, что автор в это время читал и обдумывал, можно при желании — просто как бы вы по одной диагонали достраиваете весь куб. Но это, безусловно, очень талантливая и очень яркая прозаДмитрий Быков